# David Teniers (festő, 1582–1649)
Idősebb David Teniers (Antwerpen, 1582. — Antwerpen, 1649. július 29.) flamand festő.

## Élete, munkássága
Egy ideig Rubens műhelyében tanult, majd Rómába ment tapasztalatokat gyűjteni, itt különösen Adam Elsheimer művészetéből merített ihletet. 1619-ben tért vissza szülővárosába, ahol a Szent Lukács festő céh tagja lett. Műhelyében dolgozott fia Ifj. David Teniers, képeiket leginkább stíluskritikai alapon lehet megkülönböztetni. A Boszorkányfelvonulás című 1933-as kép Id. David Teniers munkája, s tőle ered a budapesti Szépművészeti Múzeumban őrzött Szent Antal megkísértése című kép is.

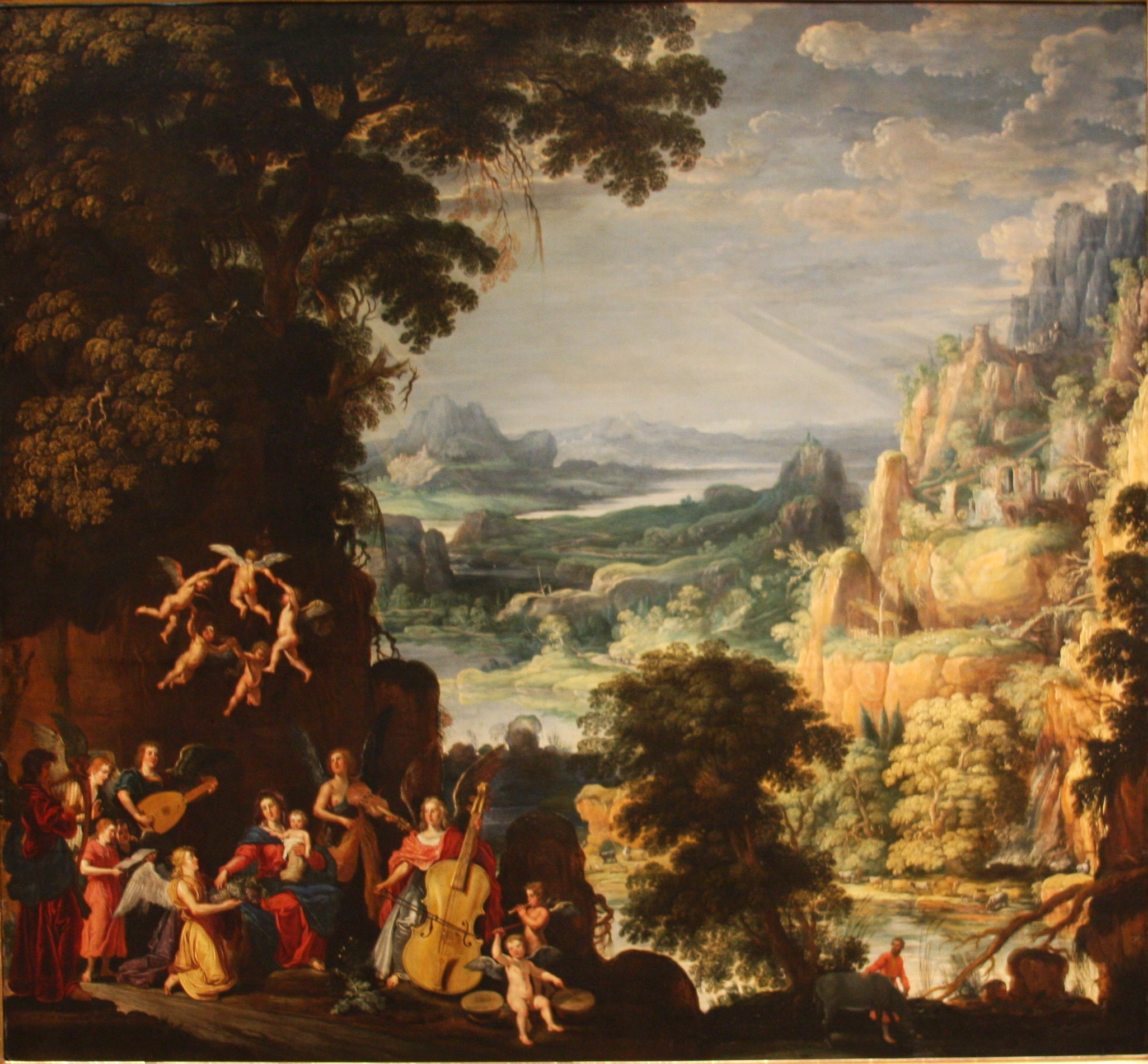
Tájkép az Egyiptomba való meneküléssel, Nemzeti Múzeum, Stockholm

Eleinte megbízások révén főleg vallási és figurális kompozíciókat alkotott, majd a tájképfestés felé fordult. Anyagi szempontból nem volt sikeres festő, adósságokat halmozott fel, fia Ifj. David Teniers annál nagyobb sikereket aratott életképeivel, így a család anyagi helyzete jobbra fordult, a későbbiekben feltehetően a fiú foglalkoztatta atyját a műhelyében.